# Mezquita Fanar
La mezquita Fanar o también conocida como mezquita de Catar o la mezquita en espiral es una mezquita ubicada en Doha, capital de Catar. En 2008 fue inaugurado en sus dependencias el Centro Cultural Islámico Sheikh Abdulla Bin Zaid Al Mahmoud, una institución pública que promueve la cultura catarí, la fe islámica y la enseñanza del idioma árabe en la ciudad, permitiendo el ingreso de no musulmanes. Es conocida por la forma característica en espiral de su minarete central. Por su cercanía al Souq Waqif, es también un atractivo turístico de alta concurrencia. Hasta 2011 fue la mezquita más grande del país, cuando fue desplazada al segundo lugar una vez que fue inaugurada la Mezquita Imam Muhammad ibn Abd al-Wahhab. No obstante, sigue siendo el templo islámico más alto de Catar. 

## Historia
Fanar en árabe quiere decir linterna (proveniente del griego antiguo phanòs, φανός). Fue inaugurado en una ceremonia oficial presidida por el jeque Hamad bin Jassim bin Jaber Al Thani, quien realizó el corte de cinta el 12 de enero de 2008. El centro cultural fue bautizado así en honor al erudito catarí y fundador del sistema judicial nacional, Sheikh Abdulla Bin Zaid Al Mahmoud. El emir de Catar, Hamad bin Jalifa Al Thani, decretó este reconocimiento por sus aportes mientras fungía como miembro del Consejo Judicial Supremo del país.
Para los residentes y turistas no musulmanes y en señal de apertura para una mejor comprensión del islam, se ha dispuesto de un jutba (sermón del viernes) en inglés, pronunciado durante la Yumu'ah.
En su edificación, fueron empleados materiales históricamente tradicionales para la construcción de mezquitas, como rocas de coral, terracota y madera, en contraposición de la combinación de ladrillo y mortero, utilizado para construir templos islámicos durante el siglo XXI.